# Boki
Gábor Bokor, známý jako Boki (* 27. února 1995, Šamorín) je slovenský rapper, malíř a superfinalista 7. řady soutěže Česko Slovensko má talent (2018).
Boki vystupoval s některými slovenskými hudebníky, jako například s Majkem Spiritem, Čistychovem, Egem, Mojou Rečou a s českým zpěvákem Benem Cristovaem.

## Účast v soutěži Česko Slovensko má talent
Boki se zúčastnil castingu v soutěži Česko Slovensko má talent a postoupil do Velkého třesku. Porotci Bokiho ve Velkém třesku poslali do semifinále a postoupil do finále, které se konalo v Bratislavě, kde se dostal do Superfinále proti bubenici Nikoletě Šurinové a skončil na druhém místě.

## Diskografie
- 2017 Stratený Talent -

V roce 2017 vydal Boki svůj první projekt jménem Stratený Talent.
Album obsahuje 16 skladeb.
- 2019 Vamos -

Po soutěži Česko Slovensko má talent Boki vydává svůj druhý projekt jménem Vamos.
Album obsahuje 12 skladeb.
Len máloktorý z albumov v roku 2019 bol tak očakávaným ako VAMOS od Bokiho. Ten s ním debutoval pod labelom Spirit Music, pod ktorý ho vzal samozrejme sámMajk Spirit . Ten mu okrem iného prispel svojou slohou aj do tracklistu, kde zároveň nájdeš hostí ako Mega M, Tikno, Oliver, Tomáš Botló alebo Dominika Mirgová. 
Vydavatelství : BmMusic Production, Spirit Music Label
- 2020 Bokmajster -

V roce 2020 vydal Boki svoje 3 sólové album jménem Bokmajster.
Album obsahuje 10 skladeb.
Projekt byl vydán pod vydavatelstvím : BmMusic Production